# Volenice u Březnice

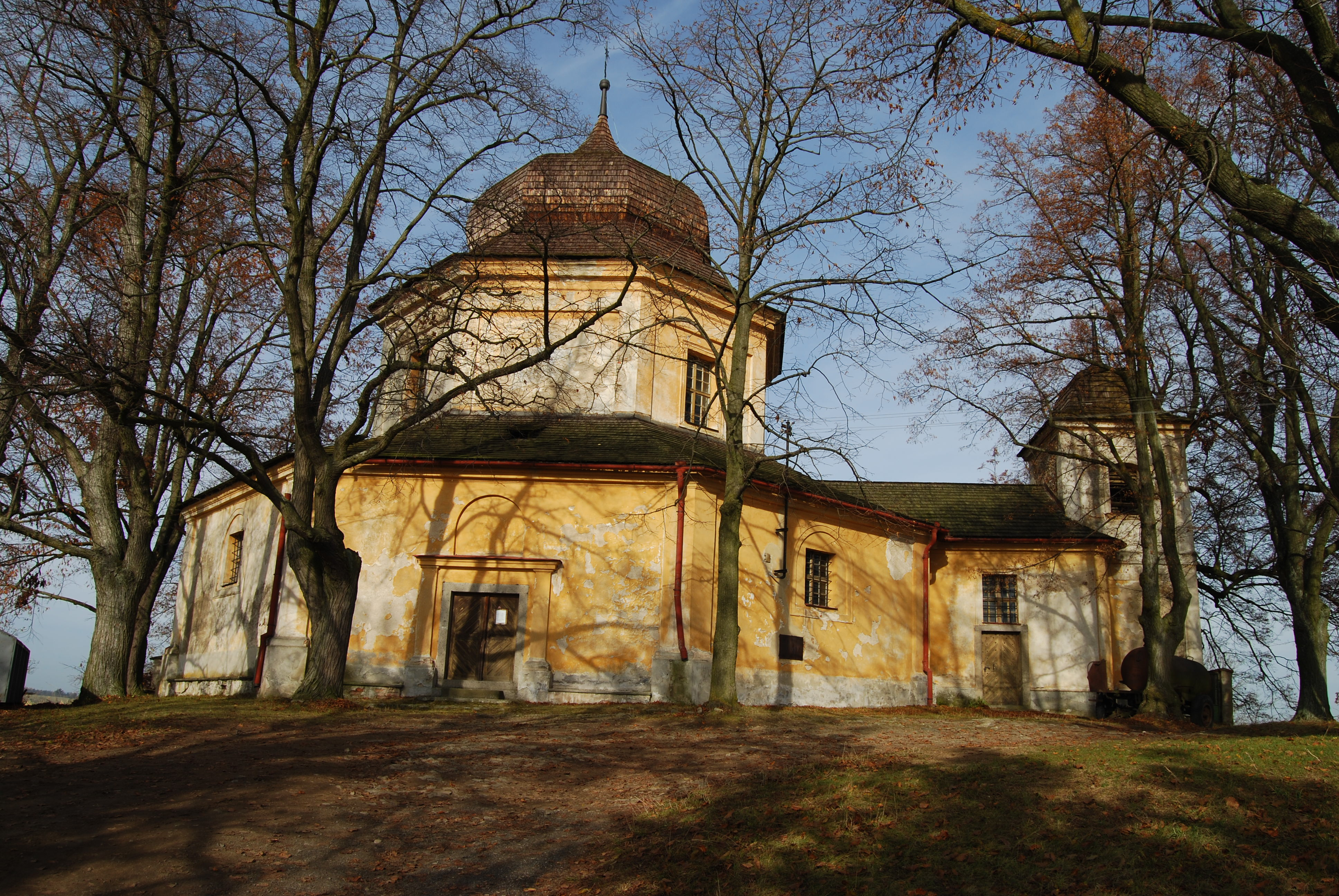
Kirche St. Barbara in Pročevily

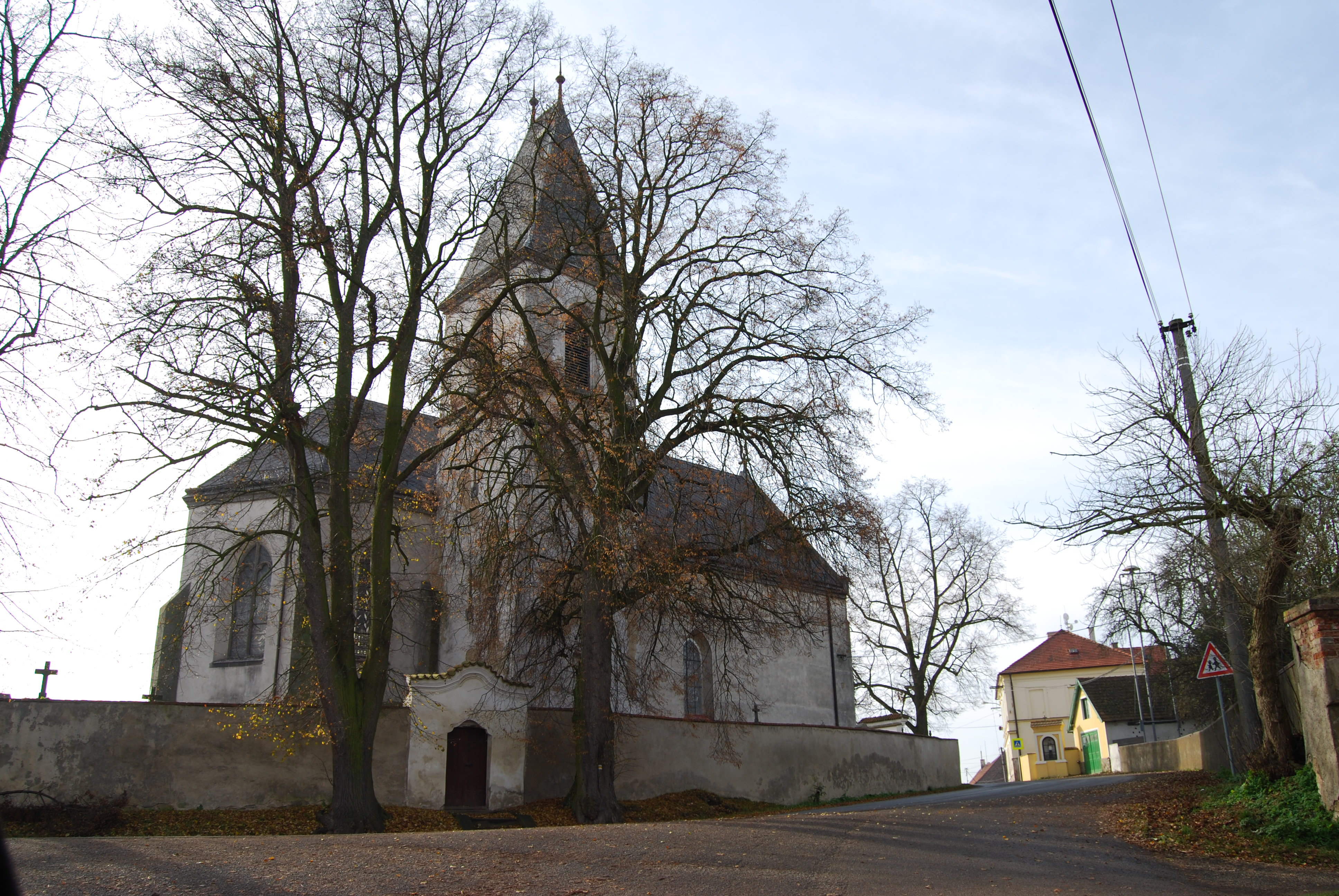
Kirche St. Wenzel in Bubovice

Volenice (deutsch Wolenitz, auch Wollenitz) ist eine Gemeinde in Tschechien. Sie liegt fünf Kilometer westlich von Březnice und gehört zum Okres Příbram.

## Geographie
Volenice befindet sich am Rande des Naturparks Třemšín in den südlichen Ausläufern der Brdská vrchovina. Das Dorf liegt auf einer Terrasse rechtsseitig des Baches Volenický potok. Nördlich erhebt sich der Sklenený vrch (Barbaraberg, 595 m), im Süden die Špalková hora (620 m), südwestlich der Stráž (638 m) sowie im Nordwesten der Altán (669 m), Na Vrchu (695 m), Hradecký hřeben (721 m) und die Štěrbina (753 m). Südlich von Volenice verläuft die Staatsstraße II/179 zwischen Březnice und Hvožďany.
Nachbarorte sind Vševily im Norden, Pročevily und Hlubyně im Nordosten, Na Cihelně, Na Drahách, Sušárna, Bubovice, Martinice und Zliv im Osten, Hudčice und Koupě im Südosten, Slavětín, Bělčice, Na Brodech, Vratečín und Záhrobí im Süden, Nová Luka, Leletice und Hvožďany im Südwesten, Vacíkov, Líz und Chytava im Westen sowie Hutě pod Třemšínem, Voltuš und Nouzov im Nordwesten.

## Geschichte
Die erste schriftliche Erwähnung des Dorfes Velenice erfolgte 1484. Im Jahre 1506 wurde das Gut an die Herrschaft Březnice angeschlossen. 1586 bestand das Dorf aus acht Bauernwirtschaften und einer Chaluppe. In der berní rula von 1654 sind für Volenice acht Bauernwirtschaften, darunter eine verdorbene, sowie drei Häusler ausgewiesen. 1747 gab es in dem Dorf zwei Mühlen. Bei der Einführung der Hausnummern im Jahre 1770 wurden in Volenice 30 Häuser gezählt.
Im Jahre 1840 bestand Wolenitz aus 37 Häusern mit 248 Einwohnern. Im Ort gab es ein Wirtshaus. Pfarrort war Bubowitz (Bubovice). Bis zur Mitte des 19. Jahrhunderts blieb das Dorf zur Allodialherrschaft Březnitz untertänig.
Nach der Aufhebung der Patrimonialherrschaften bildete Volenice / Wollenitz ab 1850 einen Ortsteil der Gemeinde Hučice in der Bezirkshauptmannschaft und dem Gerichtsbezirk Březnitz. Seit 1868 gehörte Volenice zum Bezirk Blatná. 1877 löste sich Volenice von Hučice los und bildete eine eigene Gemeinde. Ein Großfeuer zerstörte 1911 den südlichen Teil des Dorfes. 1947 erfolgte der Anschluss von Volenice an das Elektrizitätsnetz. Nouzov (mit Líz) wurde 1948 von Vacíkov nach Volenice umgemeindet. Im Zuge der Aufhebung des Okres Blatná wurde Volenice 1960 dem Okres Příbram zugeordnet. 1964 erfolgte die Eingemeindung von Bubovice und Pročevily. Am 1. Januar 1980 wurden Hudčice (mit Slavětín) und Koupě eingemeindet, sie lösten sich 1993 wieder los. In den 52 Häusern des Ortsteiles Volenice leben heute 268 Personen.

## Gemeindegliederung
Die Gemeinde Volenice besteht aus den Ortsteilen Bubovice (Bubowitz), Nouzov (Not, früher Walddorf), Pročevily (Protschewill) und Volenice (Wolenitz) sowie den Einschichten Na Cihelně, Na Drahách (Drahy), Líz (Lis), Sušárna und Zliv (Zliw).

## Sehenswürdigkeiten
- Pfarrkirche des hl. Wenzel in Bubovice, sie entstand im 14. Jahrhundert und wird von einem Friedhof umgeben. Unter dem Presbyterium befindet sich eine Gruft. Bei der Generalreparatur von 1907 wurde in der Außenmauer ein gotisches Portal entdeckt, außerdem wurden im Innern historische Wandgemälde vorgefunden. Die im Fußboden gelegenen Grabsteine für Johann von Schweißing († 1483), Zdenko von Schweißing († 1496), Margarethe von Pořešín († 1529), Jan Dobřenský von Dobřenice († 1542) und Žitín von Myslovice wurden herausgenommen und zu ihrem Erhalt in die Wände versetzt, auf dem Grabstein von Žitín von Myslovice war durch den Austritt bereits die Inschrift verlorengegangen.[3]
- Kirche der hl. Barbara auf dem Barbaraberg bei Pročevily, die von den Jesuiten errichtete ursprüngliche Kapelle wurde 1730 durch den Anbau eines Kreuzganges zur Kirche erweitert und durch einen Jesuitenmissionar von St. Barbara betreut.